# حدس حلقه
حدس حلقه، (به انگلیسی: Hoop Conjecture) که در سال ۱۹۷۲ توسط کیپ تورن مطرح شده است، بیان می‌کند که یک جسم رمبنده تبدیل به یک سیاه‌چاله می‌شود، اگر و تنها اگر یک بتوان یک حلقۀ دایره‌ای با محیط بحرانی  زیر بتواند به دور شئ قرار گیرد و بچرخد:
{\displaystyle c=2\pi \!r_{s}\,\!}
که در آن  {\displaystyle c\,\!}  محیط بحرانی و  {\displaystyle r_{s}\,\!} شعاع شوارتزشیلد است.
تورن اثر گرانش بر روی اجسام با شکل‌های گوناگون را بررسی کرد (کره‌ها و استوانه‌های از یک سو نامتناهی) و نتیجه گرفت که شئ باید در هر سه جهت فشرده شود تا گرانش به آن اجازۀ تبدیل شدن به سیاه‌چاله را بدهد.در استوانه‌ها افق رویداد هنگامی تشکیل می‌شود که شئ بتواند در حلقۀ توصیف شده در بالا جا گیرد. به دلیل پیچیدگی ریاضیاتی بیش از حد اثبات این فرضیه در حالت کلی و برای تمام اشکال، وی فرضیه را به شکل حدس حلقه مطرح نمود.

## نوشتارهای مرتبط
- نسبیت عام